# 이영욱 (1980년)
이영욱(李永旭, 1980년 8월 13일 ~ )은 전 KBO 리그 삼성 라이온즈의 투수

## 선수 시절

### 아마추어 시절
1999년 쌍방울 레이더스의 2차 8라운드 59순위로 지명을 받은 후 홍익대학교 (1999학번) 진학 후 재학 시절 차일목과 배터리를 이루었다.

### SK 와이번스시절
홍익대학교를 졸업하고 2003년에 입단했다. 2004년까지만 해도 2군을 벗어나지 못했으나 본격적으로 1군에 올라온 2005년에 64.2이닝동안 1승 1홀드, 2점대 평균자책점을 기록하면서 주전 중간 계투 자리를 굳히고, 2007년에는 투수 조장에 발탁됐다. 2008년 시즌 후 공익근무요원으로 입대하여 2011년에 복귀했다.

### 삼성 라이온즈시절
2013년 11월 22일에 열린 2차 드래프트로 고향 팀 삼성 라이온즈에 이적하였으나, 2군에서 2패 1홀드, 9점대 평균자책으로 부진한 모습을 보여 1군에 오르지 못하고 시즌 종료 직전에 방출됐다.

## 야구선수 은퇴 후
2014년부터 덕수고등학교 야구부의 코치를 맡았다

## 출신 학교
- 대구칠성초등학교
- 경운중학교
- 대구상업고등학교
- 홍익대학교

## 에피소드
그가 데뷔 첫 승을 거둔 경기는 2005년 5월 29일의 두산전인데, 첫 승을 따내기까지 우여곡절이 많았다. 1회말에 선발 헤수스 산체스가 1/3이닝 5실점으로 부진하자 1회부터 그가 구원투수로 긴급 투입되었고 3회말에 상대 타자 장원진에게 몸에 맞는 볼을 던졌다. 이에 장원진이 그를 구타하면서 양 팀 간의 벤치 클리어링이 일어났고, 4회초 공격에서 1:5로 뒤지던 SK 와이번스는 무려 6득점하면서 그에게 프로 데뷔 첫 승을 안겨줬다.

## 통산 기록
| 년도 | 팀    | 평균자책 | 경기수 | 승 | 패 | 세 | 홀드 | 완투 | 완봉 | 이닝   | 피안타 | 피홈런 | 4사구 | 탈삼진 | 실점 | 자책점 |
| ---- | ----- | -------- | ------ | -- | -- | -- | ---- | ---- | ---- | ------ | ------ | ------ | ----- | ------ | ---- | ------ |
| 2005 | SK    | 2.51     | 39     | 1  | 0  | 0  | 1    | 0    | 0    | 64 2/3 | 59     | 5      | 26    | 41     | 19   | 18     |
| 2006 | SK    | 3.21     | 55     | 6  | 5  | 0  | 3    | 0    | 0    | 92 2/3 | 87     | 5      | 34    | 52     | 36   | 32     |
| 2007 | SK    | 4.83     | 26     | 3  | 3  | 0  | 1    | 0    | 0    | 59 2/3 | 70     | 6      | 29    | 24     | 35   | 32     |
| 2008 | SK    | 3.60     | 19     | 2  | 3  | 0  | 2    | 0    | 0    | 45     | 33     | 3      | 21    | 44     | 21   | 18     |
| 2011 | SK    | 4.59     | 20     | 4  | 4  | 0  | 0    | 0    | 0    | 66 2/3 | 58     | 8      | 24    | 46     | 35   | 34     |
| 2012 | SK    | 5.57     | 11     | 0  | 2  | 0  | 0    | 0    | 0    | 32 1/3 | 28     | 3      | 22    | 15     | 20   | 20     |
| 2013 | SK    | 27.00    | 1      | 0  | 0  | 0  | 0    | 0    | 0    | 1      | 2      | 1      | 1     | 1      | 3    | 3      |
| 통산 | 7시즌 | 3.90     | 171    | 16 | 17 | 0  | 7    | 0    | 0    | 362    | 337    | 31     | 157   | 223    | 169  | 157    |